# Tetraodon sabahensis
Tetraodon sabahensis is een straalvinnige vissensoort uit de familie van de kogelvissen (Tetraodontidae). De wetenschappelijke naam van de soort is voor het eerst geldig gepubliceerd in 1975 door Dekkers.